# Liste der wertvollsten Marken Lateinamerikas
Nach einem Bericht von BrandZ, der von der britischen Marketinggesellschaft WPP Group erstellt wurde, sind folgende Marken die wertvollsten in Lateinamerika (Stand: Juni 2018).
| Interbrand | Interbrand | Interbrand     | Interbrand             | Interbrand |
| Platz      | Platz      | Marke          | Markenwert [Mrd. US-$] | Ursprung   |
| ---------- | ---------- | -------------- | ---------------------- | ---------- |
|            | 01         | Corona (Bier)  | 8,3                    | Mexiko     |
|            | 02         | Skol           | 8,2                    | Brasilien  |
|            | 03         | Bradesco       | 7,0                    | Brasilien  |
|            | 04         | Itaú           | 6,2                    | Brasilien  |
|            | 05         | Telcel         | 6,0                    | Mexiko     |
|            | 06         | Falabella      | 5,4                    | Chile      |
|            | 07         | Brahma (Bier)  | 4,5                    | Brasilien  |
|            | 08         | Globo          | 4,3                    | Brasilien  |
|            | 09         | Águila         | 3,9                    | Kolumbien  |
|            | 10         | Bodega Aurrera | 3,7                    | Mexiko     |